# ركانة (بلنثية)
رِكَّانة أو رِكانة كمبوس هي بلدية تقع في مقاطعة بلنثية وقشتالة وليون بإسبانيا. بلغ عدد سكان البلدية 41 نسمة وفقًا لتعداد عام 2004 (INE).